# Simning vid världsmästerskapen i simsport 2022 – Damernas 100 meter ryggsim
Damernas 100 meter ryggsim vid världsmästerskapen i simsport 2022 avgjordes mellan den 19 och 20 juni 2022 i Donau Arena i Budapest i Ungern.
Amerikanska Regan Smith tog guld efter ett lopp på tiden 58,22 sekunder. Silvret togs av kanadensiska Kylie Masse och bronset togs av amerikanska Claire Curzan.

## Rekord
Inför tävlingens start fanns följande världs- och mästerskapsrekord:
|                   | Namn           | Nation     | Tid   | Ort                  | Datum        |
| ----------------- | -------------- | ---------- | ----- | -------------------- | ------------ |
| Världsrekord      | Kaylee McKeown | Australien | 57,45 | Adelaide, Australien | 13 juni 2021 |
| Mästerskapsrekord | Regan Smith    | USA        | 57,57 | Gwangju, Sydkorea    | 28 juli 2019 |

## Resultat

### Försöksheat
Försöksheaten startade den 19 juni klockan 09:00.
| Placering | Heat | Bana | Namn                        | Nationalitet                   | Tid           | Noteringar    |
| --------- | ---- | ---- | --------------------------- | ------------------------------ | ------------- | ------------- |
| 1         | 3    | 4    | Regan Smith                 | USA                            | 58,31         | 0Q0           |
| 2         | 4    | 4    | Kylie Masse                 | Kanada                         | 58,89         | 0Q0           |
| 3         | 5    | 5    | Claire Curzan               | USA                            | 59,09         | 0Q0           |
| 4         | 5    | 6    | Wan Letian                  | Kina                           | 59,67         | 0Q0           |
| 5         | 4    | 5    | Kira Toussaint              | Nederländerna                  | 59,69         | 0Q0           |
| 6         | 4    | 6    | Emma Terebo                 | Frankrike                      | 59,87         | 0Q0           |
| 7         | 5    | 3    | Peng Xuwei                  | Kina                           | 59,93         | 0Q0           |
| 8         | 4    | 2    | Medi Harris                 | Storbritannien                 | 1.00,03       | 0Q0           |
| 9         | 3    | 5    | Margherita Panziera         | Italien                        | 1.00,40       | 0Q0           |
| 10        | 3    | 3    | Maaike de Waard             | Nederländerna                  | 1.00,46       | 0Q0           |
| 11        | 5    | 1    | Silvia Scalia               | Italien                        | 1.00,77       | 0Q0           |
| 12        | 5    | 7    | Lee Eun-ji                  | Sydkorea                       | 1.00,78       | 0Q0           |
| 13        | 3    | 6    | Paulina Peda                | Polen                          | 1.00,83       | 0Q0           |
| 14        | 4    | 0    | Hanna Rosvall               | Sverige                        | 1.00,99       | 0Q0           |
| 15        | 3    | 7    | Mimosa Jallow               | Finland                        | 1.01,01       | 0Q0           |
| 16        | 5    | 2    | Analia Pigrée               | Frankrike                      | 1.01,13       | 0Q0           |
| 17        | 4    | 3    | Taylor Ruck                 | Kanada                         | 1.01,14       |               |
| 18        | 4    | 7    | Simona Kubová               | Tjeckien                       | 1.01,19       |               |
| 19        | 3    | 2    | Katalin Burián              | Ungern                         | 1.01,26       |               |
| 20        | 5    | 8    | Theodora Drakou             | Grekland                       | 1.01,59       |               |
| 21        | 3    | 1    | Stephanie Au                | Hongkong                       | 1.01,62       |               |
| 22        | 4    | 8    | Aviv Barzelay               | Israel                         | 1.01,65       |               |
| 23        | 3    | 8    | Andrea Berrino              | Argentina                      | 1.02,13       |               |
| 24        | 4    | 1    | Gabriela Georgieva          | Bulgarien                      | 1.02,86       |               |
| 25        | 5    | 9    | Olivia Nel                  | Sydafrika                      | 1.02,95       |               |
| 26        | 2    | 4    | Jimena Leguizamon           | Colombia                       | 1.03,16       |               |
| 27        | 2    | 5    | Danielle Titus              | Barbados                       | 1.03,79       |               |
| 28        | 3    | 0    | Xenia Ignatova              | Kazakstan                      | 1.03,92       |               |
| 29        | 5    | 0    | Aleksa Gold                 | Estland                        | 1.03,95       |               |
| 30        | 2    | 1    | Mia Blazhevska Eminova      | Nordmakedonien                 | 1.04,11       |               |
| 31        | 2    | 3    | Elizabeth Jiménez           | Dominikanska republiken        | 1.04,15       |               |
| 32        | 2    | 8    | Andrea Becali               | Kuba                           | 1.04,72       |               |
| 33        | 3    | 9    | Donata Katai                | Zimbabwe                       | 1.04,80       |               |
| 34        | 2    | 2    | Carolina Cermelli           | Panama                         | 1.05,16       |               |
| 35        | 2    | 6    | Ridima Veerendrakumar       | Indien                         | 1.05,41       |               |
| 36        | 4    | 9    | Hsu An                      | Kinesiska Taipei               | 1.05,50       |               |
| 37        | 2    | 7    | Masniari Wolf               | Indonesien                     | 1.06,70       |               |
| 38        | 1    | 6    | Noor Taha                   | Bahrain                        | 1.09,28       |               |
| 39        | 1    | 4    | Enkh-Amgalangiin Ariuntamir | Mongoliet                      | 1.10,31       |               |
| 40        | 2    | 0    | Jamie Joachim               | Saint Vincent och Grenadinerna | 1.12,76       |               |
| 41        | 1    | 3    | Aynura Primova              | Turkmenistan                   | 1.13,05       |               |
| 42        | 2    | 9    | Jennifer Harding-Marlin     | Saint Kitts och Nevis          | 1.16,28       |               |
| 43        | 1    | 5    | Aishath Sausan              | Maldiverna                     | 1.18,76       |               |
| 44        | 5    | 4    | Kaylee McKeown              | Australien                     | Startade inte | Startade inte |

### Semifinaler
Semifinalerna startade den 19 juni klockan 18:56.

#### Semifinal 1
| Placering | Bana | Namn            | Nationalitet   | Tid     | Noteringar |
| --------- | ---- | --------------- | -------------- | ------- | ---------- |
| 1         | 4    | Kylie Masse     | Kanada         | 58,57   | 0Q0        |
| 2         | 6    | Medi Harris     | Storbritannien | 59,61   | 0Q0        |
| 3         | 5    | Wan Letian      | Kina           | 59,63   | 0Q0        |
| 4         | 3    | Emma Terebo     | Frankrike      | 1.00,06 | 0Q0        |
| 5         | 2    | Maaike de Waard | Nederländerna  | 1.00,15 |            |
| 6         | 7    | Lee Eun-ji      | Sydkorea       | 1.00,58 |            |
| 7         | 1    | Hanna Rosvall   | Sverige        | 1.00,76 |            |
| 8         | 8    | Analia Pigrée   | Frankrike      | 1.01,59 |            |

#### Semifinal 2
| Placering | Bana | Namn                | Nationalitet  | Tid     | Noteringar |
| --------- | ---- | ------------------- | ------------- | ------- | ---------- |
| 1         | 4    | Regan Smith         | USA           | 57,65   | 0Q0        |
| 2         | 5    | Claire Curzan       | USA           | 58,96   | 0Q0        |
| 3         | 3    | Kira Toussaint      | Nederländerna | 59,16   | 0Q0        |
| 4         | 6    | Peng Xuwei          | Kina          | 59,96   | 0Q0        |
| 5         | 2    | Margherita Panziera | Italien       | 1.00,26 |            |
| 6         | 7    | Silvia Scalia       | Italien       | 1.00,58 |            |
| 7         | 8    | Mimosa Jallow       | Finland       | 1.00,68 |            |
| 8         | 1    | Paulina Peda        | Polen         | 1.00,88 |            |

### Final
Finalen startade den 20 juni klockan 18:51.
| Placering | Bana | Namn           | Nationalitet   | Tid     | Noteringar |
| --------- | ---- | -------------- | -------------- | ------- | ---------- |
| 1         | 4    | Regan Smith    | USA            | 58,22   |            |
| 2         | 5    | Kylie Masse    | Kanada         | 58,40   |            |
| 3         | 3    | Claire Curzan  | USA            | 58,67   |            |
| 4         | 7    | Wan Letian     | Kina           | 59,77   |            |
| 5         | 8    | Emma Terebo    | Frankrike      | 59,98   |            |
| 6         | 6    | Kira Toussaint | Nederländerna  | 59,99   |            |
| 7         | 1    | Peng Xuwei     | Kina           | 1.00,01 |            |
| 7         | 2    | Medi Harris    | Storbritannien | 1.00,01 |            |